# Pratteln
Pratteln és un municipi del cantó de Basilea-Camp (Suïssa), situat al districte de Laufen.

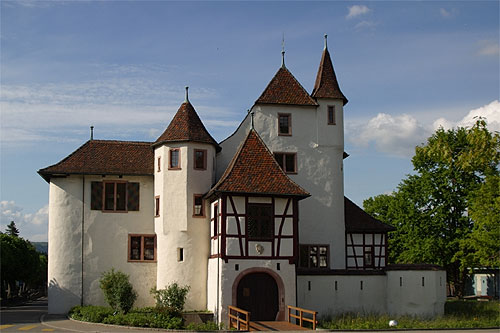
El castell de Pratteln